# フェリペ・メロ・デ・カルヴァーリョ
フェリペ・メロ・デ・カルヴァーリョ（Felipe Melo de Carvalho, 1983年6月26日 - ）は、ブラジル・リオデジャネイロ州出身のサッカー選手。カンピオナート・ブラジレイロ・セリエA・フルミネンセFC所属。元ブラジル代表。ポジションはMF。

## 来歴

### ブラジル時代
7歳の時に地元のサッカースクールに入団し、9歳になるとCRフラメンゴの下部組織に加入した。攻撃的ミッドフィールダーのポジションで、一年先輩のFWアドリアーノや同年のDFアンドレ・バイーアなどとともにプレーした。フォワードとしてプレーすることもあり、13試合で10得点したことがあった。18歳でプロ契約を結び、マリオ・ザガロ監督の下で2001年11月4日のサンパウロFC戦でデビューすると、その11日後には初得点を決めた。2002年シーズンは21試合に出場し、2003年1月にはU-20ブラジル代表としてU-20南米選手権に出場した。
彼は幼少時代からフラメンゴの熱烈なファンであったが、この時期にフラメンゴは財政難に陥り、2003年には本人の承諾なしにクルゼイロECへの移籍が決定した。攻撃的ミッドフィールダーのポジションにはアレックスなどがいたため、ベンチが定位置だったが、ヴァンデルレイ・ルシェンブルゴ監督に率いられたクルゼイロは、2003年にブラジル全国選手権、コパ・ド・ブラジル、ミナスジェライス州サッカーリーグの3冠を達成した。2004年シーズンはグレミオFBPAにレンタル移籍したが、やはりベンチが定位置だった。

### スペイン時代
2004年、リーガ・エスパニョーラのRCDマジョルカにレンタル移籍した。シーズン途中にラシン・サンタンデールに完全移籍したが、不慣れな左ウイングで起用されたため、思うような活躍はできなかった。2007年、プリメーラ・ディビシオン（1部）に昇格したばかりのUDアルメリアに移籍した。ウナイ・エメリ監督の指導の下、ボランチにコンバートされ、2007-08シーズンは8位という好成績で終えた。

### イタリア時代

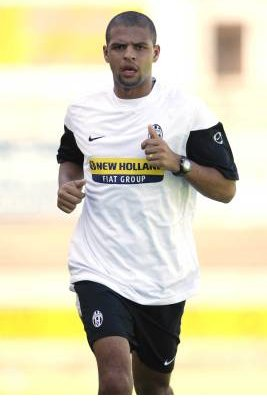
ユヴェントス時代のメロ

アルメリアでの活躍により、FCバルセロナやレアル・マドリードが興味を持ったといわれているが、2008年、イタリア・セリエAの強豪クラブであるACFフィオレンティーナに移籍することになった。「フィレンツェの街の美しさと、移籍前にフィオレンティーナのホームスタジアムであるアルテミオ・フランキにて観戦し、そのティフォジの熱狂ぶりが故郷のブラジルの熱狂を思い起こさせたからだ」 と本人は語っている。
フィオレンティーナ移籍後はすぐにレギュラーポジションを獲得した。2009年2月10日に行われた対イタリア代表との親善試合に代表初招集、セレソンデビュー戦を飾った。その後に行われたワールドカップ南米予選の対ペルー戦では代表初得点を決めている。その得点はハーフウェイライン付近でボールをカットし、そのまま1人でドリブルで駆け上がりゴールを決めるというものであった。コンフェデレーションズカップ南アフリカ大会ではレギュラーとして出場し、グループリーグのアメリカ戦では先制点を挙げるなど優勝に貢献した。
2009年7月、移籍金2050万ユーロでユヴェントスFCに移籍した（実質的にはマルコ・マルキオンニとの交換トレード）。しかし高額な移籍金に見合う活躍はできず、最も期待はずれだった選手に贈られるビドーネ・ドーロを受賞した。
2010年には2010 FIFAワールドカップのブラジル代表に選出され、4試合に出場。7月2日に開催された準々決勝・オランダ戦において、ロビーニョの先制ゴールをアシストしたが、後半8分にヴェスレイ・スナイデルのクロスへの対応で飛び出したジュリオ・セーザルと交錯。同点ゴールを許すミスをした上、28分にはアリエン・ロッベンを踏みつけて退場処分を受けた。この失態はブラジル国内で猛烈に批判され、帰国時には空港でサポーターから罵詈雑言を浴びせられる事態になった。

### トルコ時代
2011年7月にガラタサライSKに150万ユーロでレンタル移籍（1300万ユーロでの買取オプション付き）。プレーオフを含む36試合に出場し12ゴールを挙げ、ガラタサライの4シーズンぶりのリーグ優勝に貢献した。しかし、ガラタサライは買取オプションを行使せず、ユベントスと交渉の結果、レンタル料175万ユーロ、650万ユーロの買い取りオプション付きという条件で引き続きガラタサライにレンタル移籍することが決まった。
2012年11月24日のエラズースポル戦では1点リードの後半44分にペナルティエリア内で相手選手を倒し退場となったGKフェルナンド・ムスレラに代わって急遽GKを任されると、相手のPKを止めて勝利の立役者となった。2013年7月16日、ユヴェントスからガラタサライに完全移籍。移籍金は375万ユーロ。契約は3年間。

### イタリア復帰
2015年夏、インテル・ミラノからオファーが届き、一時はガラタサライと契約を延長するなど交渉は難航したが、移籍市場最終日に土壇場でアレックス・テレスらと共に移籍が決定した。2015年9月24日のエラス・ヴェローナ戦でインテルでの初得点を挙げた。12月22日のSSラツィオ戦で、ルーカス・ビリアとの競り合いで右足を高く上げ、相手の右肩にかかと落としする形でファールを犯してレッドカードで一発退場となり、その後3試合の出場停止処分を科された。

### ブラジル復帰
2017年1月8日、SEパルメイラスへ3年契約で移籍した。2018シーズンはリーグ戦29試合に出場して2ゴール1アシストを記録し、チームの優勝に貢献した。2019年6月11日、クラブとの契約を2021年12月まで延長した。
2021年12月13日、フルミネンセFCに2023年12月までの契約で加入することが発表された。

## エピソード
- 憧れの選手はジーコで[4]、そのジーコが鹿島アントラーズに在籍していたことや自身が幼い頃に柔道を習っていた経験から日本に関心を持っている。ユヴェントス移籍後はしばしば妻とともに、トリノの日本料理店で寿司や刺身、てんぷらを食べている[18]。
- 2020年5月、ユヴェントス時代のチームメイトだったジョルジョ・キエッリーニが、自伝の中でマリオ・バロテッリと共にメロを「今までプレーしてきた中で、一番最悪のチームメイトだった」と酷評し、「腐ったリンゴ」と表現したのに対し、メロは「彼こそ俺と面を合わせてモノを言えない臆病者だ!!!」と猛反論してみせた[19][20][21][22][23][24]。

## 代表歴

### 出場大会
- ブラジル代表
  - 2010 FIFAワールドカップ

### 試合数
- 国際Aマッチ 22試合 2得点（2009年-2010年）[25]

| ブラジル代表 | 国際Aマッチ | 国際Aマッチ |
| 年           | 出場        | 得点        |
| ------------ | ----------- | ----------- |
| 2009         | 15          | 2           |
| 2010         | 7           | 0           |
| 通算         | 22          | 2           |

## タイトル

### クラブ
フラメンゴ
- カンピオナート・カリオカ (2001)
- コッパ・ドス・カンペオンエス (2001)

クルゼイロ
- コパ・ド・ブラジル (2003)
- カンピオナート・ブラジレイロ (2003)

ガラタサライ
- スュペル・リグ (2011-12, 2012-13, 2014-15)
- スュペル・クパ (2012, 2013, 2015)
- テュルキエ・クパス (2013-14, 2014-15)

パルメイラス
- カンピオナート・ブラジレイロ・セリエA (2018)
- カンピオナート・パウリスタ (2020)
- コパ・リベルタドーレス (2020, 2021)

### 代表
ブラジル代表
- FIFAコンフェデレーションズカップ (2009)

### 個人
- ビドーネ・ドーロ (2009)